# Driewielkar

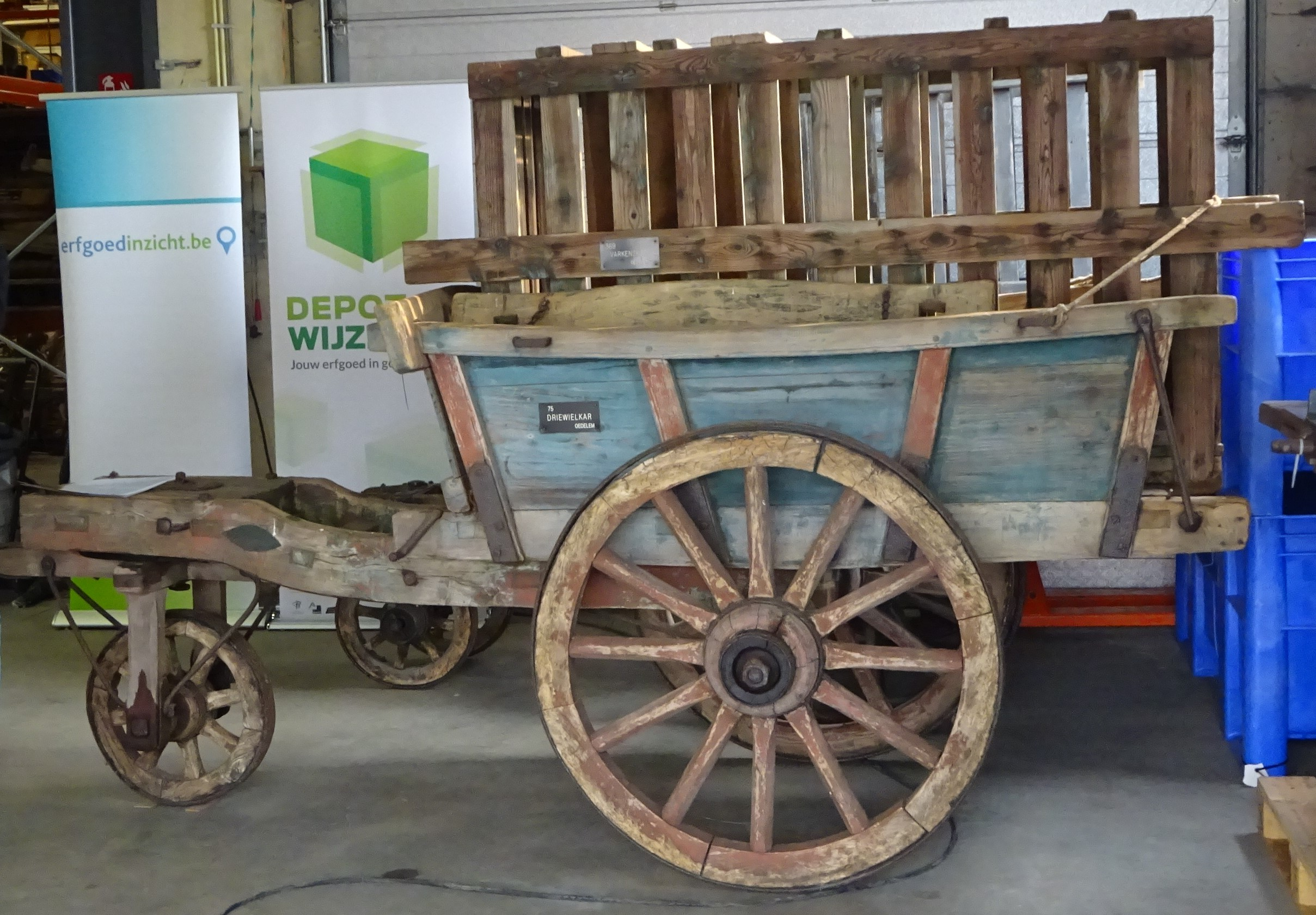
Vlaamse driewielkar uit de Collectie Bulskampveld, ca. 1901-1930.

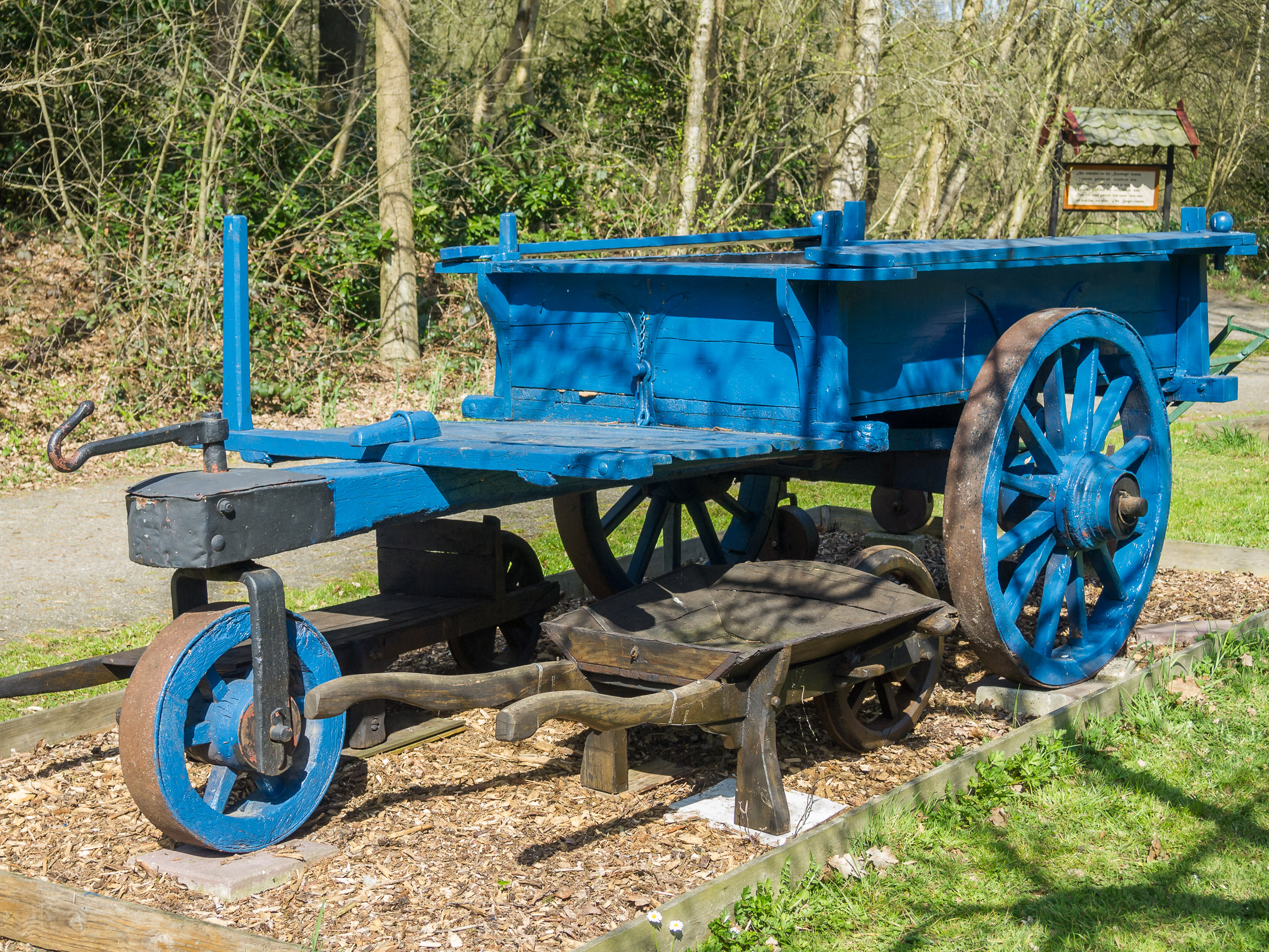
Drentse driewielkar uit het veenpark Barger-Compascuum bij Emmen

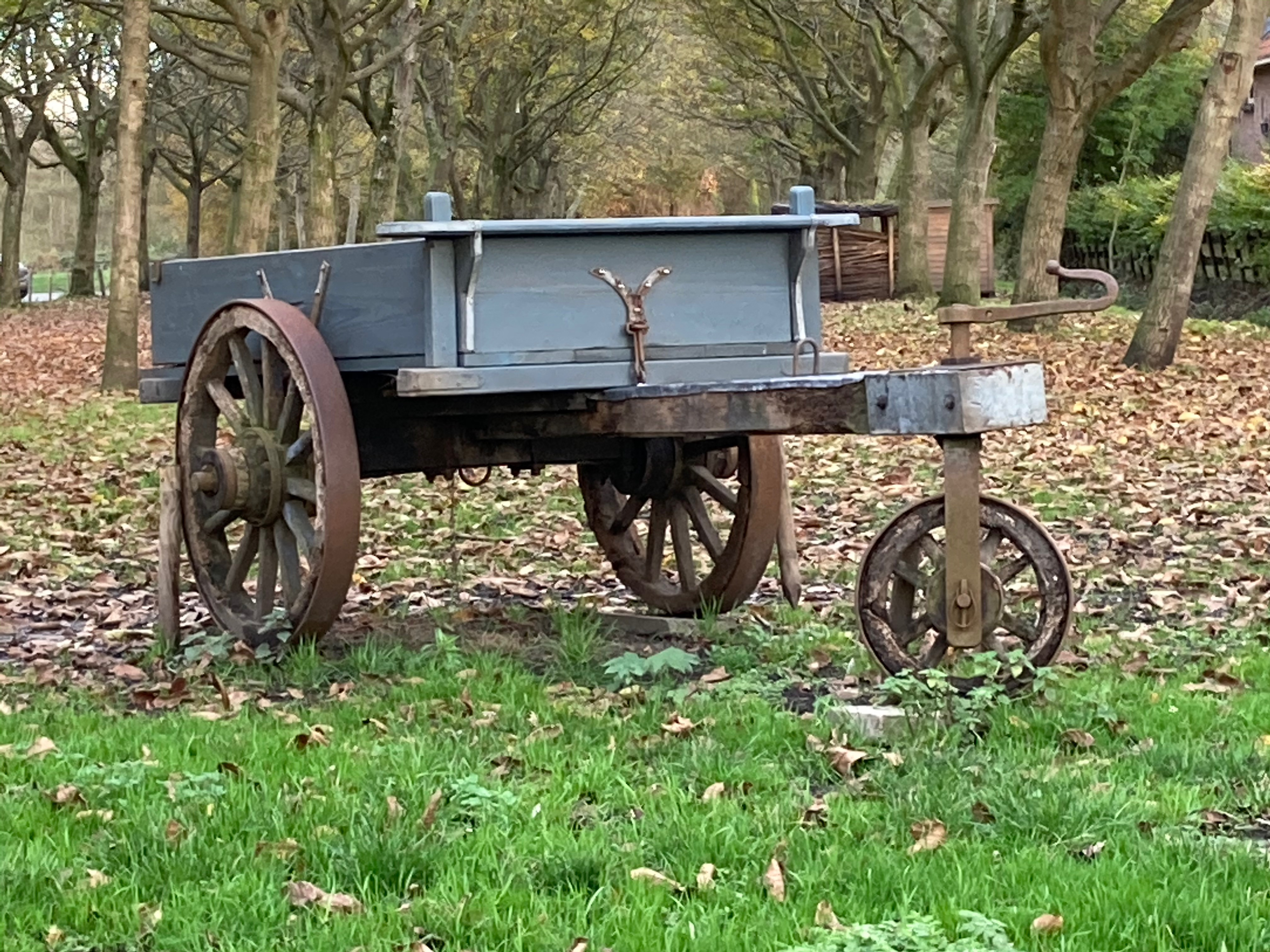
Wipkar, Zuid-Holland

Een driewielkar is een landbouwvoertuig op drie wielen en met een kantelbaar laadvlak. Dit type boerenkar, soms ook wipkar genoemd, diende voor het vervoer van allerhande lasten op en rond de boerderij. De driewielkar werd veel gebruikt in Vlaanderen tijdens de 19de en de eerste helft van de 20ste eeuw en was in dezelfde periode ook ingebruik op het platteland in Nederland. De driewielkar werd getrokken door trekdieren, doorgaans een of twee trekpaarden. 

## Historiek
Over de datering van de driewielkar bestaat geen exacte duidelijkheid. Na onderzoek van wagenmakersrekeningen, van boedelbeschrijvingen en van iconografisch materiaal legt Devliegher de datering niet veel verder terug dan het begin van de 19de eeuw. Het Rijksmuseum in Amsterdam bezit echter een tekening uit 1656 waarop al een voorloper van de driewielkar te zien is.

## Bouw
De driewielkar bestaat uit een onderstel met drie wielen en een laadbak. Het bijzondere eraan is dat de twee draagbalken van het onderstel (in het jargon 'snak' of 'lamoen' genoemd) naar voren naar elkaar toe buigen. De lamoen steunt achteraan op het asblok waarin de as van de twee grote achterwielen steekt. Vooraan zijn de lamoenbalken gedicht met planken, of 'schoot'. Eronder bevindt zich het 'kruis'; een rechtopstaande balk met het kleinere voorwiel, waar ook de dissel aan bevestigd is.
Aangezien het kruis via een draaischijf met een zware bout vastgemaakt is aan de schoot, is deze kar zeer wendbaar. De laadbak staat op de achterste helft van de lamoen. Het midden van de bak is met een wentelas vastgemaakt aan de lamoenbalken zodat de bak kan kiepen. Het voor- en achterbord zijn doorgaans afneembaar en op elke zijkant kunnen verhoogstukken geplaatst worden. Zo ontstond een uitermate praktische en multifunctionele kar.

## Gebruik
Vanwege zijn stevigheid en uitstekende wendbaarheid was de driewielkar onmisbaar op de boerderij. Voor het vervoer van lasten zoals graan, aardappelen, stenen, zand, werktuigen, mest, zaaigoed, bieten, rapen en zelfs dieren werden ze gebruikt. Doordat de bak kon kantelen of kippen, kon de lading uitgestort worden. Soms werd de laadbak ook weggenomen om bijvoorbeeld een varkensren op het onderstel te plaatsen. De landbouwer verkreeg een beerkar door op het onderstel een beerton of beerbak te plaatsten.
Sommige Vlaamse vissers gebruikten in de periode 1850-1950 een driewielkar om hun vangsten naar huis of de veilig te brengen. Het grote verschil was echter dat het voorwiel niet onder het lamoen kon draaien. Dat type van driewielkar was heel moeilijk te besturen.

## Afbeeldingen

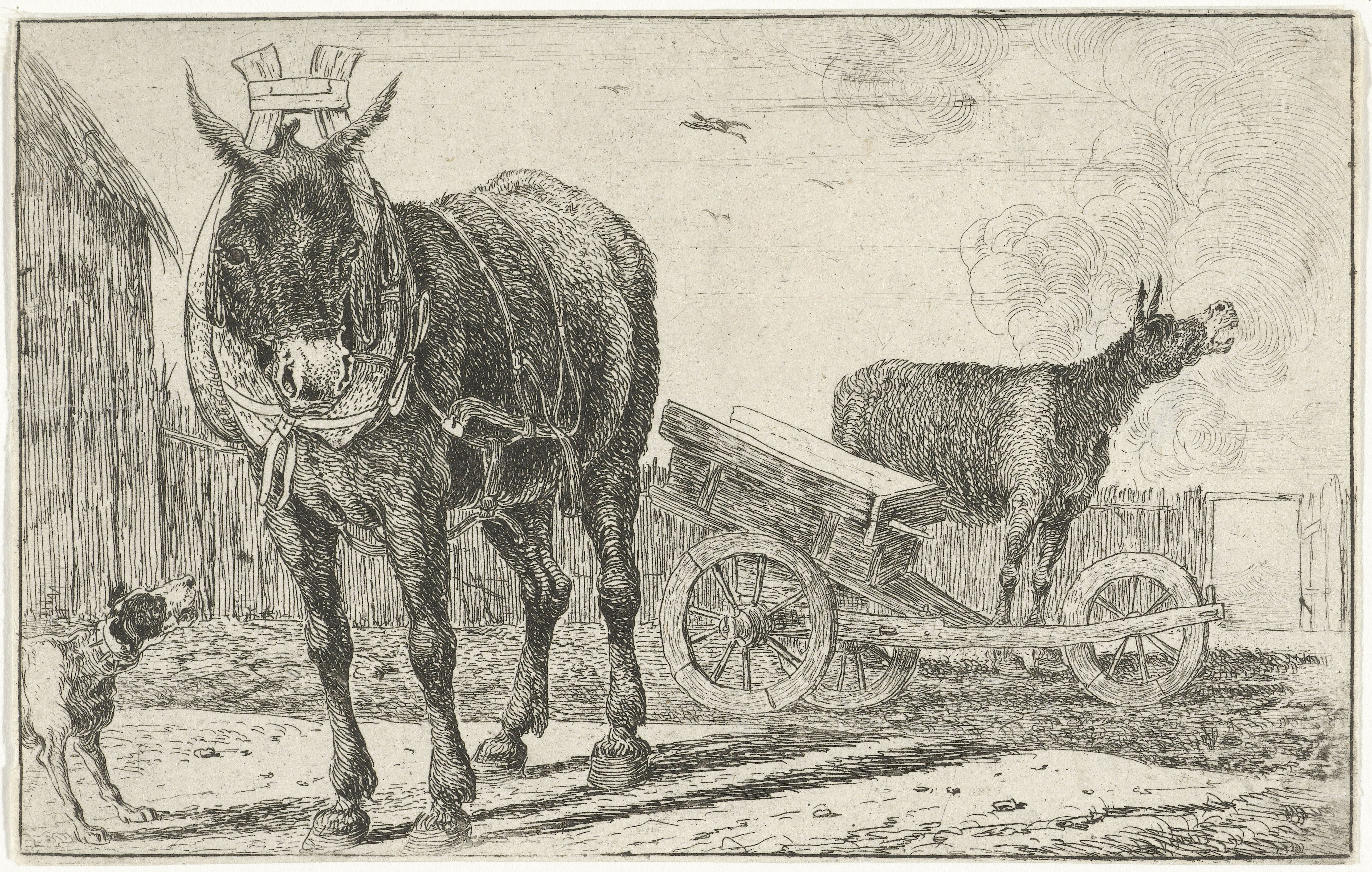
Prent uit 1656
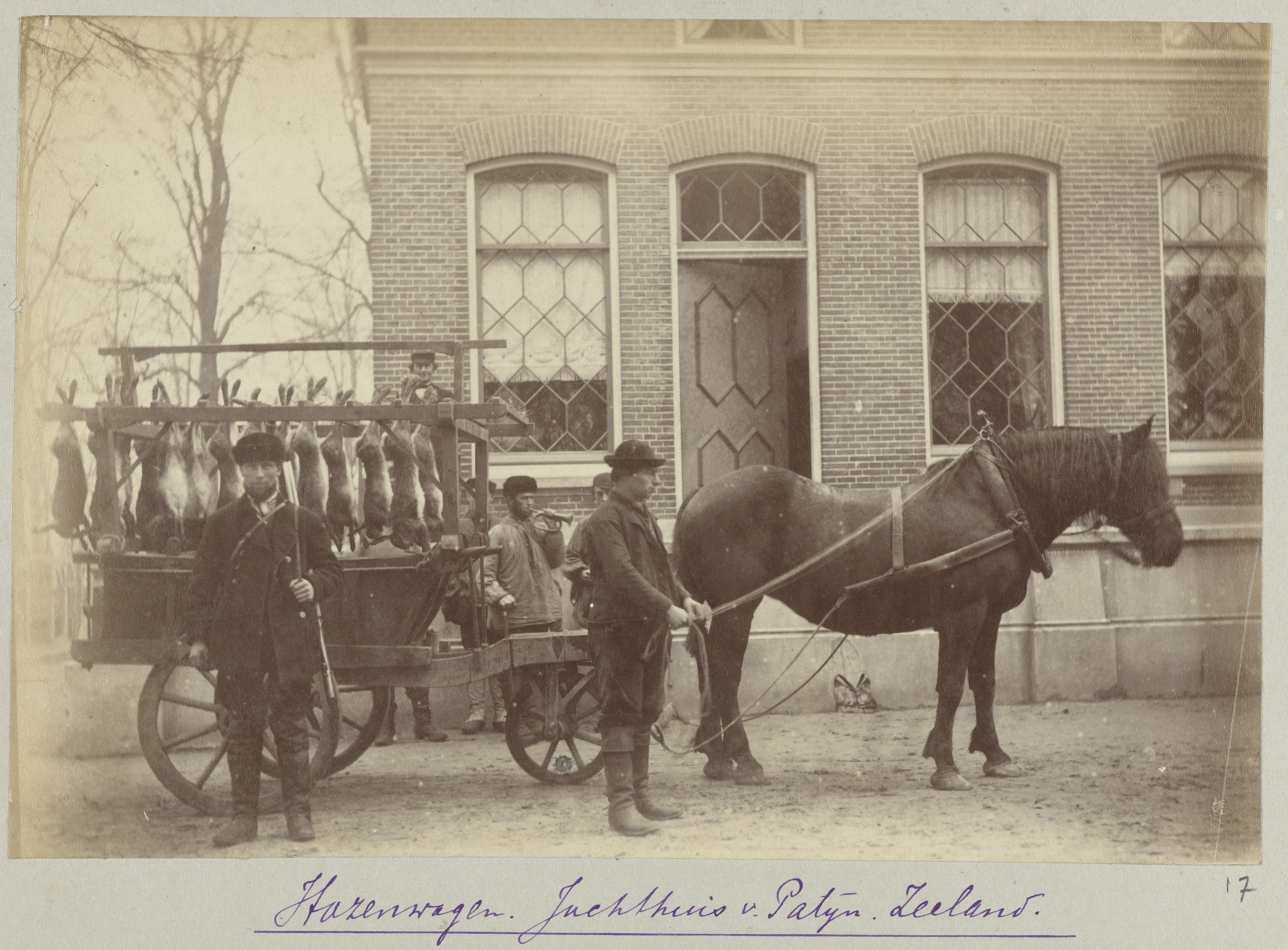
Kar met geschoten hazen, Zeeland, 1888
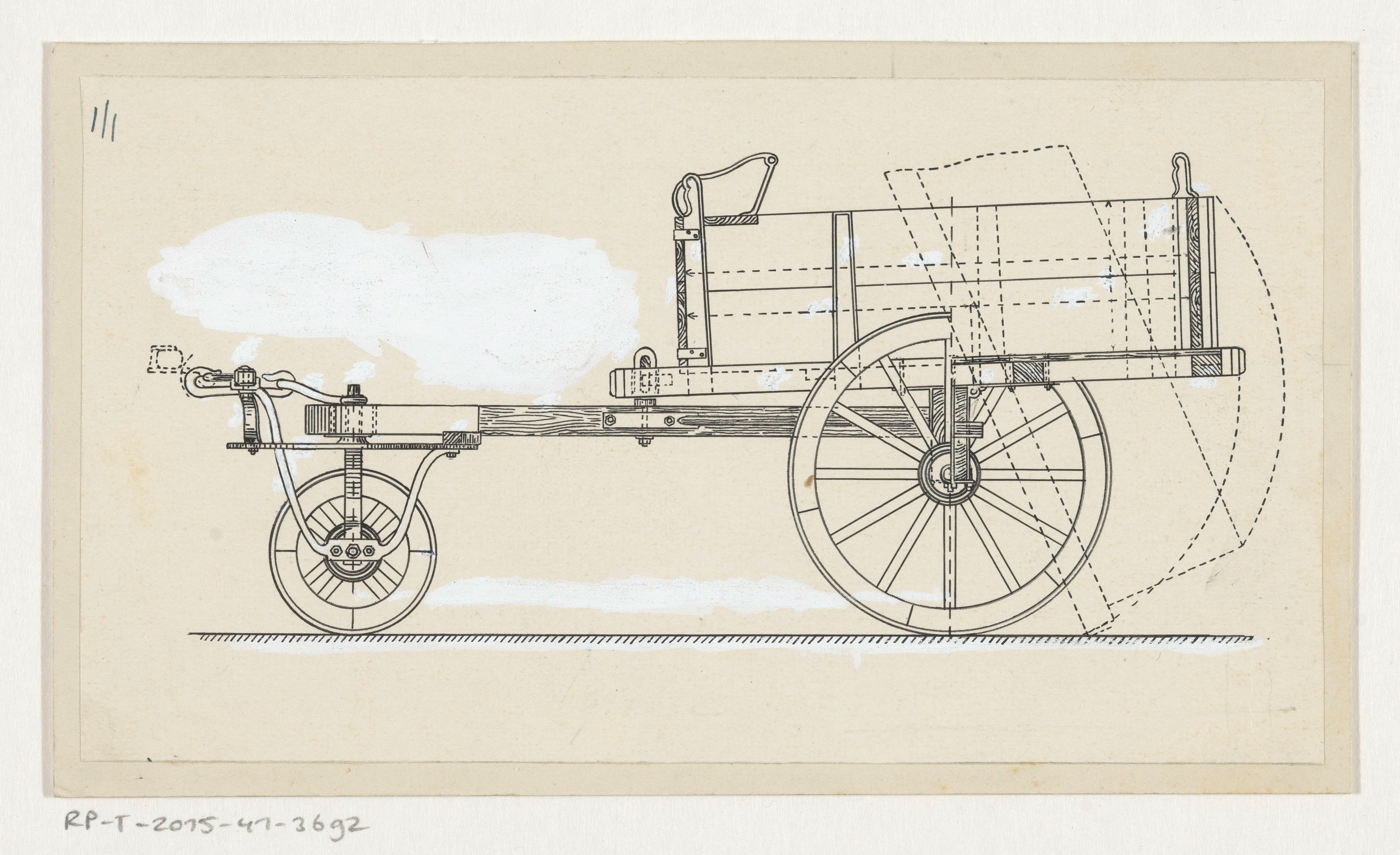
Schematische weergave, 20e eeuw